# Chatari
Chatari (Chhatari) é uma cidade e uma nagar panchayat no Bulandexar, no estado indiano de Utar Pradexe.

## Demografia
Segundo o censo de 2001, Chatari tinha uma população de 10,886 habitantes. Os indivíduos do sexo masculino constituem 54% da população e os do sexo feminino 46%. Chatari tem uma taxa de literacia de 45%, inferior à média nacional de 59.5%; a literacia no sexo masculino é de 54% e no sexo feminino é de 35%. 19% da população está abaixo dos 6 anos de idade.